# Brasileira en vivo
Brasileira en Vivo é o quinto álbum ao vivo da atriz e cantora mexicana Lucero, lançado no dia 26 de Abril de 2019 pela Universal Music Latino. Foi gravado no dia 6 de Setembro de 2017 no Teatro Gamaro, em São Paulo e a primeira apresentação que Lucero realizou no Brasil. Teve como base seu 24º álbum de estúdio, Brasileira (2017), e é seu primeiro álbum ao vivo em português. Inicialmente Brasileira en Vivo estava previsto para ser lançado no fim de 2017 e posteriormente foi passado para 2018, porém com o lançamento dos álbuns Más Enamorada con Banda (2018) e Enamorada en Vivo (2018) no mesmo ano, o projeto foi adiado para 2019. Brasileira en Vivo foi lançado em CD, DVD e em download digital.

## Antecedentes
No dia 28 de Março de 2016, Lucero assinou um contrato com a emissora SBT para participar da telenovela brasileira Carinha de Anjo (2016), remake da mexicana Carita de Ángel (2000). Além de atuar, a artista tinha sido contratada para interpretar músicas da trilha sonora da trama. Nos dias 27 e 28 de Agosto, Lucero participou da apresentação final da novela Cúmplices de um Resgate (2015), fazendo sua primeira apresentação ao vivo no Brasil. No dia 7 de Dezembro, um álbum em português foi confirmado pela artista através de seu site oficial.
Em Fevereiro de 2017, Lucero confirmou à revista Veja que o álbum em português se chamaria Brasileira e que seria constituído por canções de Carinha de Anjo e outras inéditas. No dia 21 de Julho do mesmo ano, o álbum foi lançado no Brasil. Sem muito alarde, Lucero anunciou no dia 15 de Agosto em seu perfil oficial do Facebook um único show que realizaria no país e que seria no dia 6 de Setembro, como forma de divulgação de Brasileira.

## Repertório
Desde a década de 2000, Lucero se acostumou a não ser tão seletiva em relação ao repertório de seus shows, sempre dando prioridade aos seus antigos sucessos como "Cuéntame", "Veleta", "Electricidad", "Vete con Ella", "Ya No" e "Llorar", mesmo em épocas que lançava álbuns ou músicas novas. Tal atitude às vezes era criticada por parte de seu público, pela artista não abrir um leque dando preferência não só às antigas, mas também às canções mais recentes. Já na sua apresentação no Brasil, a artista deu ênfase às canções do álbum Brasileira ("Carinha de Anjo", "Joia Rara Preciosa", "Aquarela", "Filha Linda", "Pequena Aprendiz", "Trem Bala", "Eu Tô de Olho", "Era Uma Vez", "Evidencias" e "Mi Talisman"), do EP Dona Desse Amor (2015) ("Não Me Amou Como Eu Amei", "Não Me Deixe Ir" e "Dona Desse Amor"), e uma do álbum Enamorada con Banda (2017) ("Hasta que Amanezca"), que não tinha sido lançado no Brasil. As canções "Evidencias" e "Mi Talisman", foram interpretadas metade em espanhol e metade em português. A inédita "Cadinho de Amor", da novela Carinha de Anjo, que inicialmente foi prevista para o álbum Brasileira mas acabou sendo descartada, foi incluída na apresentação e interpretada em parceria com a atriz Lorena Queiroz, protagonista da trama. Com a promessa de fazer uma apresentação dedicada aos brasileiros, a artista também interpretou alguns clássicos da bossa nova como "O Barquinho", "Água de Beber" e "Garota de Ipanema".

## Lançamento
A gravação da apresentação tinha sido confirmado um dia antes desta, em Setembro de 2017. Inicialmente foi cogitado que seria lançado em somente em DVD, porém, em Janeiro de 2018 foi anunciado que também seria lançado em CD. Por motivos desconhecidos, após o lançamento de seu 25º álbum de estúdio, Más Enamorada con Banda (2018) em Maio de 2018, Brasileira en Vivo não foi mais citado pela artista. Ao invés disso, foi lançado um outro álbum ao vivo, o Enamorada en Vivo (2018) em Novembro do mesmo ano. Muito se especulou que seu lançamento seria cancelado em definitivo por justamente a pouca repercussão. Boa parte da mídia brasileira não teve conhecimento de que a artista faria sua primeira apresentação no Brasil, além do próprio SBT, emissora que transmitia Carinha de Anjo (novela em que Lucero foi co-protagonista) e algumas outras mexicanas em que a artista atuou, não ter feito sequer uma promoção. Além disso, se especulou que pelo fato de seu álbum Brasileira não ter surtido o efeito esperado de vendas, por ter sido também pouco divulgado e a versão física estar disponível em poucas lojas no Brasil na época, foi outro motivo de quase não ter vingado o lançamento do álbum ao vivo. 
Em 12 de Abril de 2019, o site oficial de Lucero enfim se pronunciou sobre o álbum divulgando seu primeiro single, "Eu Tô de Olho", e sua data de lançamento para 26 de Abril em formato download digital. O que provavelmente motivou a artista a voltar prosseguir com o Brasileira en Vivo, foi a reprise de Soy tu Dueña (2010), novela em que Lucero foi protagonista, pelo SBT que tinha se iniciado no dia 1 de Abril, quase duas semanas antes da artista confirmar o lançamento do álbum. No dia 20 de Abril, Lucero divulgou em seu canal oficial no YouTube o clipe de "Dona Desse Amor", e no dia seguinte foi liberado o áudio em download digital. O álbum foi liberado primeiramente em download digital no dia 26 de Abril de 2019, e o restante dos videoclipes avulsos seriam lançados pelo canal oficial no YouTube. No dia 30 de Abril de 2019, Lucero realizou uma coletiva de imprensa e anunciou que Brasileira en Vivo seria também lançado em formato físico no dia 24 de Maio de 2019. Em 24 de Maio, Brasileira en Vivo acabou sendo lançado em CD e também em DVD.

### No Brasil
Apesar da apresentação ter sido no Brasil, Lucero fez divulgação de Brasileira en Vivo somente no México, com coletivas de imprensa e entrevistas aos programas de televisão e rádio do país. Além disso, o CD e DVD da apresentação também foi disponível à venda somente no México, já no Brasil de início foi em streaming. As razões para isso é que de acordo com o empresário da artista, Ernesto Hernández, o lançamento do álbum no país estaria sob total responsabilidade e autorização da Universal Music do Brasil. Com a pouca repercussão em torno do álbum e a falta de interesse da gravadora, Brasileira en Vivo acabou de início não sendo então lançado no Brasil como esperado. Porém no dia 9 de Outubro de 2019, com a vinda de Lucero ao Brasil para sua segunda apresentação, a artista anunciou no Twitter que o álbum estaria disponível em versão física no país. Em 25 de Outubro, Brasileira en Vivo foi lançado oficialmente no Brasil.

## Repercussão
A apresentação no geral recebeu críticas mistas. A produção foi de início bastante criticada devido a alguns fatores:  o show foi divulgado pela artista sem alarde faltando menos de um mês para a apresentação, o que foi pouco tempo para fãs não só do estado de São Paulo, mas do Brasil inteiro se programarem para comparecerem; o Teatro Gamaro, localizado dentro da Universidade Anhembi Morumbi do bairro da Mooca, mesmo tendo porte para inúmeros eventos, não é um local conhecido pela boa parte do público, o que gerou críticas dos fãs ao dizerem que uma artista de nível como a Lucero deveria merecer um espaço melhor, ainda mais por ser seu primeiro show no Brasil; a data escolhida foi 6 de Setembro, véspera do feriado do Dia da Independência, o que também gerou reclamações por ser em um período que boa parte das pessoas deixam a cidade para aproveitar o recesso, dificultando o trânsito e prejudicando o acesso ao teatro.
Uma semana após o anúncio do show, o site LatinPop Brasil divulgou que ainda só tinham sido vendidos aproximadamente 37% dos ingressos, considerado muito pouco em relação ao que acontece com outras apresentações da artista, seja no México ou até em alguns outros países da América Latina. Com o objetivo de ajudar a impulsionar as vendas, o site acabou lançando no dia 24 de Agosto uma promoção em que dez vencedores seriam premiados com um par de ingressos se fizessem uma frase bem criativa sobre a artista. Com a promoção, alguns convidados (parte do elenco de Carinha de Anjo) e divulgação feita pela própria Lucero no Brasil, no dia da apresentação a situação estava melhor, com mais assentos ocupados.
Já o repertório e a presença de palco de Lucero receberam boas criticas. O fato da artista ter se comunicado em português com o público durante todo o show, e ter dado mais preferência às canções nessa língua, também foi outro ponto positivo, já que outros artistas latinos têm o costume de gravar canções em português mas ainda preferem cantar em espanhol quando se apresentam no Brasil.

## Faixas
| Brasileira en Vivo — Edição standard (CD) |                                                    |         |  |
| N.º                                       | Título                                             | Duração |  |
| 1.                                        | "Intro"                                            | 1:02    |  |
| 2.                                        | "Carinha de Anjo" (Versión Caion Gadia)            | 2:56    |  |
| 3.                                        | "Eu Tô de Olho"                                    | 3:21    |  |
| 4.                                        | "Não Me Amou Como Eu Amei"                         | 3:19    |  |
| 5.                                        | "Filha Linda"                                      | 4:18    |  |
| 6.                                        | "Joia Rara Preciosa"                               | 3:14    |  |
| 7.                                        | "Aquarela"                                         | 4:01    |  |
| 8.                                        | "O Barquinho"                                      | 2:36    |  |
| 9.                                        | "Garota de Ipanema"                                | 2:17    |  |
| 10.                                       | "Água de Beber"                                    | 2:24    |  |
| 11.                                       | "Era Uma Vez…"                                     | 3:52    |  |
| 12.                                       | "Talismã"                                          | 4:08    |  |
| 13.                                       | "Evidências"                                       | 4:28    |  |
| 14.                                       | "Pequena Aprendiz"                                 | 3:10    |  |
| 15.                                       | "Não Me Deixe Ir"                                  | 3:47    |  |
| 16.                                       | "Dona Desse Amor"                                  | 3:42    |  |
| 17.                                       | "Hasta que Amanezca"                               | 3:06    |  |
| 18.                                       | "Cadinho de Amor" (participação de Lorena Queiroz) | 2:57    |  |
| 19.                                       | "Trem Bala"                                        | 6:05    |  |
| Duração total:                            | Duração total:                                     | 60:04   |  |

| Brasileira en Vivo — Edição standard (DVD) |                                                    |         |  |
| N.º                                        | Título                                             | Duração |  |
| 1.                                         | "Intro"                                            | 1:02    |  |
| 2.                                         | "Carinha de Anjo" (Versión Caion Gadia)            | 2:56    |  |
| 3.                                         | "Eu Tô de Olho"                                    | 3:21    |  |
| 4.                                         | "Não Me Amou Como Eu Amei"                         | 3:19    |  |
| 5.                                         | "Filha Linda"                                      | 4:18    |  |
| 6.                                         | "Joia Rara Preciosa"                               | 3:14    |  |
| 7.                                         | "Aquarela"                                         | 4:01    |  |
| 8.                                         | "O Barquinho"                                      | 2:36    |  |
| 9.                                         | "Garota de Ipanema"                                | 2:17    |  |
| 10.                                        | "Água de Beber"                                    | 2:24    |  |
| 11.                                        | "Era Uma Vez..."                                   | 3:52    |  |
| 12.                                        | "Talismã"                                          | 4:08    |  |
| 13.                                        | "Evidências"                                       | 4:28    |  |
| 14.                                        | "Pequena Aprendiz"                                 | 3:10    |  |
| 15.                                        | "Não Me Deixe Ir"                                  | 3:47    |  |
| 16.                                        | "Dona Desse Amor"                                  | 3:42    |  |
| 17.                                        | "Hasta que Amanezca"                               | 3:06    |  |
| 18.                                        | "Cadinho de Amor" (participação de Lorena Queiroz) | 2:57    |  |
| 19.                                        | "Trem Bala"                                        | 6:05    |  |
| Duração total:                             | Duração total:                                     | 60:04   |  |

## Histórico de lançamentos
| País    | Formato                    | Data                  | Gravadora(s)                                     |
| ------- | -------------------------- | --------------------- | ------------------------------------------------ |
| Mundial | Download digital streaming | 26 de Abril de 2019   | Universal Music Latino Fonovisa Records          |
| México  | CD/DVD                     | 24 de Maio de 2019    | Universal Music Latino Fonovisa Records          |
| Brasil  | CD/DVD                     | 25 de Outubro de 2019 | Universal Music Latino Fonovisa Records Rimo S/A |